# Jules Mathys
Jules Willem Mathys (Gent, 2 juli 1924 - Kortrijk, 21 april 2008) was een Belgisch volksvertegenwoordiger.

## Levensloop
Mathys promoveerde in 1947 tot doctor in de rechten aan de Rijksuniversiteit Gent en schreef zich als advocaat in aan de balie van Brugge, waar hij stagiair werd bij de socialistische voorman Maurice Hoste. Hij trouwde met Solange De Tier.
In 1950 trok hij naar de balie van Kortrijk en begon er aan een lange loopbaan als advocaat, die hij beëindigde in een associatie met zijn dochter Fabienne Mathys. Bij zijn overlijden stond hij als ouderdomsdeken op het tableau van de Kortrijkse balie.
Van januari 1959 tot mei 1989 was hij voor de BSP en daarna de SP gemeenteraadslid van Kortrijk.
In 1965 werd hij verkozen tot lid van de Kamer van volksvertegenwoordigers voor het arrondissement Kortrijk en vervulde dit mandaat tot in 1977. In de periode december 1971-april 1977 had hij als gevolg van het toen bestaande dubbelmandaat ook zitting in de Cultuurraad voor de Nederlandse Cultuurgemeenschap, die op 7 december 1971 werd geïnstalleerd en de verre voorloper is van het Vlaams Parlement.